# イヴェット・ヴィッカーズ
イヴェット・ヴィッカーズ（Yvette Vickers,  1928年8月26日 - 2010年）は、アメリカ合衆国の女優、歌手、モデルである。

## 来歴
1928年、ミズーリ州カンザスシティに生まれる。父親がジャズミュージシャンだったこともあり、幼少期から親に連れられて様々な地域を移動した。高校卒業後はカリフォルニア大学ロサンゼルス校へ進学してジャーナリズムを学んでいたが、演劇クラスを専攻したことから演劇に興味を抱き、専攻をドラマ・演劇に変更した。卒業後はニューヨークへ渡り、CMモデルとして活動を開始。しかし、すぐにカリフォルニアへ戻って映画女優としての活動をスタートさせた。
1950年、ビリー・ワイルダー監督でグロリア・スワンソン主演の『サンセット大通り』の端役で映画デビュー。1950年代後半あたりから活動を活発化させ、1958年には準主役級の役柄でアリソン・ヘイズ主演のSF映画『妖怪巨大女』などへも出演している。1960年代に入るとテレビドラマへも進出し、数多くの出演作品を残した。

### 死去
2010年、カリフォルニア州ロサンゼルスの自宅で、死後数か月以上経った状態で発見された。詳細な死亡時期および正確な死因は特定されていないが、虚血性心疾患が原因だったとされている。

## 出演作品

### 映画
- サンセット大通り Sunset Blvd. (1950)
- 群狼の街 The Sound of Fury (1950)
- Reform School Girl (1957)
- 地獄への近道 Short Cut to Hell (1957)
- Juvenile Jungle (1958) ※ノークレジット
- 妖怪巨大女 Attack of the 50 Foot Woman (1958)
- 西部の渡り者 The Saga of Hemp Brown (1958)
- I Mobster (1959)
- 吸血怪獣ヒルゴンの猛襲 Attack of the Giant Leeches (1959)
- Pressure Point (1962) ※ノークレジット
- ハッド Hud (1963)
- ビーチ・パーティ/やめないで、もっと! Beach Party (1963) ※ノークレジット
- ヘレンに何が起こったのか? What's the Matter with Helen? (1971)
- The Dead Don't Die (1975) ※テレビ映画
- Evil Spirits (1990)

### テレビドラマ
- I Led 3 Lives (1953)
- レッド・スケルトン・ショー The Red Skelton Show (1953)
- 保安官ワイアット・アープ The Life and Legend of Wyatt Earp (1956)
- ドラグネット Dragnet (1957, 1959)
- マチネー・シアター Matinee Theatre (1958)
- 私立探偵マイク・ハマー Mike Hammer (1958)
- シカゴ特捜隊M M Squad (1958)
- テキサン The Texan (1958)
- The Rough Riders (1958, 1959)
- バット・マスターソン Bat Masterson (1959)
- 北西への道 Northwest Passage (1959)
- 世にも不思議な物語 One Step Beyond (1959)
- ショットガン・スレード Shotgun Slade (1961)
- アスファルト・ジャングル The Asphalt Jungle (1961)
- 拳銃街道 Tales of Wells Fargo (1961, 1962)
- Switch (1976)